# Bricklin

Bricklin (Бріклін) — з 1971 року канадський виробник автомобілів. Штаб-квартира розташована в місті Сент-Джон. У 1975 році компанія припинила виробництво автомобілів.

## Малькольм Бріклін
Малькольм Бріклін вже до 22 років був доларовим мільйонером, він починав свій бізнес у свого татуся — Орландо Брікліна, який володів мережею торгових центрів Handyman, коли батько пішов з бізнесу, Малькольм вирішив спробувати себе в ролі дилера транспортних засобів, що випускалися поза територією США. Спочатку він вирішив посадити американців на моторолери італійської фірми Lambretta, в 1965 році, коли йому було 26, він розширив список продукції, що поставлялася в США, почавши продавати моторолери японської фірми Fuji, яка крім іншого випускала мікрокар Subaru 360. Таким чином молодий американець став представником японської фірми в США.

## Заснування компанії
У 1971 році, коли він ще співпрацював з японцями, Малькольм вирішив створити свою автомобільну фірму, він твердо вирішив, що не збирається випускати банальні кіт-кари або репліки, а хоче створити щось таке, чого не ще не випускали. Починається робота над проєктом Safety Vehicle. Бріклін наймає Діка Діна для розробки автомобіля, він пояснив, що хотів би побачити на фініші, Дін в свою чергу доручив Маршаллу Хобарту розробити прототип, і той взявся за роботу, через 83 дні фірмою Meyers Manx, яка займалася виробництвом багі на шасі «Фольксвагена Жука», був побудований прототип Grey Ghost, в який встановили рядну шестірку від Chrysler Valiant.
Цей автомобіль був потрібен для демонстрації ідеї і пошуку інвесторів. Перший прототип не влаштував Брікліна, і вже в 1972 році він наймає Герба Грасса, який був знаменитий своїми «проєктами» для Голлівуду, наприклад, це він побудував відомий Batmobil, для огранювання проєкту, той береться за роботу, залучаючи до цього фірму AVC Engineering, що знаходилася в місті Лівонія, шт. Мічиган. Один із співвласників фірми — Том Монро — береться за проєктування шасі. Через 11 тижнів була готова повномасштабна пластилінова модель, наприклад, у великої трійки витрачалося не менше 9 місяців на побудову макета.
Далі за планами Брікліна до березня 1973 року повинні були бути готові алюмінієві преси та дерев'яні болванки для них. Однак не вистачало фінансів, щоб втілити все в життя, спочатку він хотів створити чисто американську машину, але тут глава Сент-Джона, Нью-Брансвік, що в Канаді, Річард Хетфілд пропонує допомогу держави у створенні нового підприємства, оскільки для провінції це були додаткові робочі місця, місцеве самоврядування виділило 4.5 млн доларів для проєкту.

## Початок виробництва автомобілів

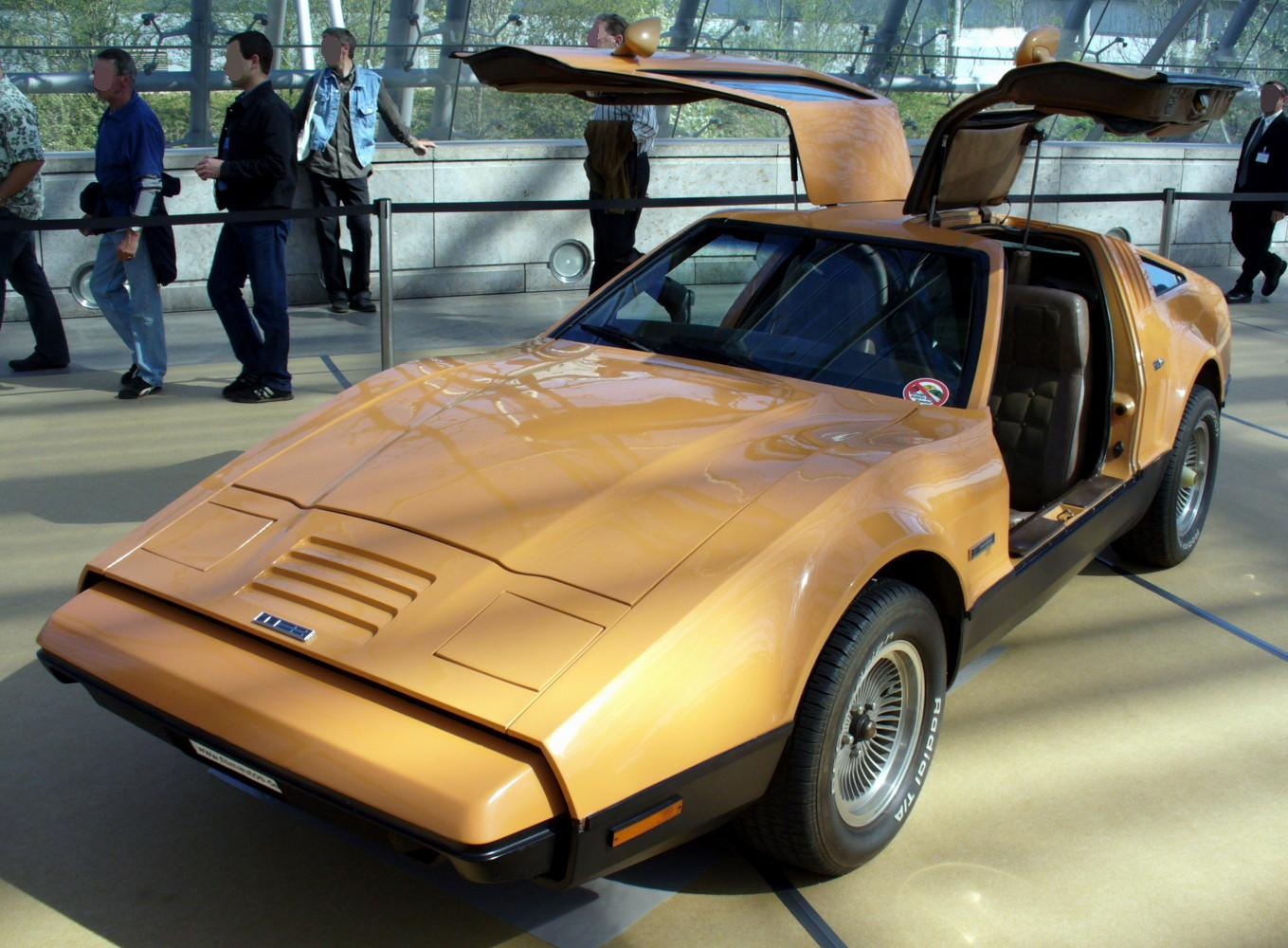
Bricklin SV-1

У підсумку в 1974 році починається збірка автомобіля на заводі в Сент-Джоні, крім цього заробили потужності і в містечку Мінто, що в тому ж окрузі, на цьому заводі стали виробляти кузовні панелі. Майк Стейфанті, який змінив Монро, що пішов з проєкту, побудував просторову раму, на яку закріпив каркас безпеки, який в свою чергу вже обвішувався кузовними панелями. Оскільки головною метою було створити безпечний автомобіль, то машина отримала багато таких елементів, які випередили свій час.
Так, наприклад, бампер кріпився до рами через амортизатори, при наїзді до 8 км/год бампери просто йшли всередину, не пошкодивши пішоходів або ТЗ, в які в'їхавла би машина. Сама рама була сконструйована так, що водій і пасажир захищалися ребром жорсткості на висоті в 40 см над рівнем землі. Панелі кузова виготовлялися з акрилу шляхом вакуумного пресування, а щоб панелі не грали, їх посилювали скловолокном. Під час пресування в акрил додавалася одна з п'яти пропонованих фарб, причому пігмент офарблював пластик на глибину в 0,1 см, в той час як звичайні машини мали шар фарби в мікрони, завдяки цьому у разі виникнення подряпин їх можна було легко ліквідувати шляхом полірування.

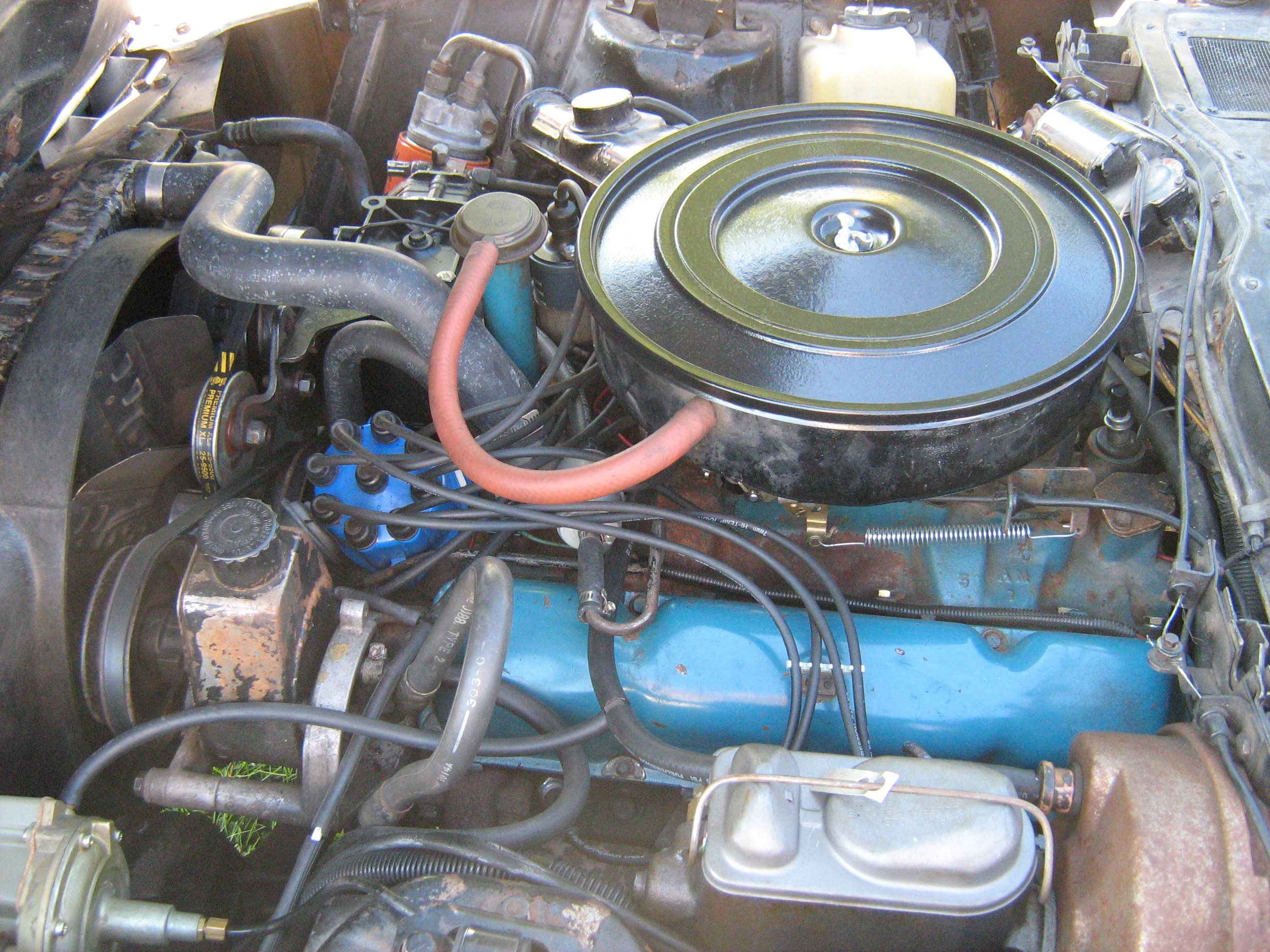
Двигун Bricklin SV-1

Двері машини були вперше з 1957 року зроблені у вигляді «крил чайки», які зробили легендарною модель SL300 у «Мерседеса», тільки двері Bricklin відкривалися не вручну, а завдяки електрогідроприводу. Треба було тільки повернути ключ, щоб відкрити двері, і натиснути на кнопку, решту автоматика все робила сама, але на це йшло цілих 10 секунд.
Технічно нічого нового і оригінального в машині не було. Підвіска була запозичена від AMC Hornet, мотор, об'ємом 5.9 л і потужністю 220 сил, також закуповувався у АМС, коробки передач були або 4-ступенева мануальна, або 3-ступінчаста автомат, запозичена від Chrysler. Гальма були дискові спереду і барабанні ззаду, які до того ж оснащувалися підсилювачем, що також поставляла фірма АМС, а штатний гідропідсилювач закуповувався у GM. Єдиним нововведенням було використання широких радіальних покришок Goodrich T/A.

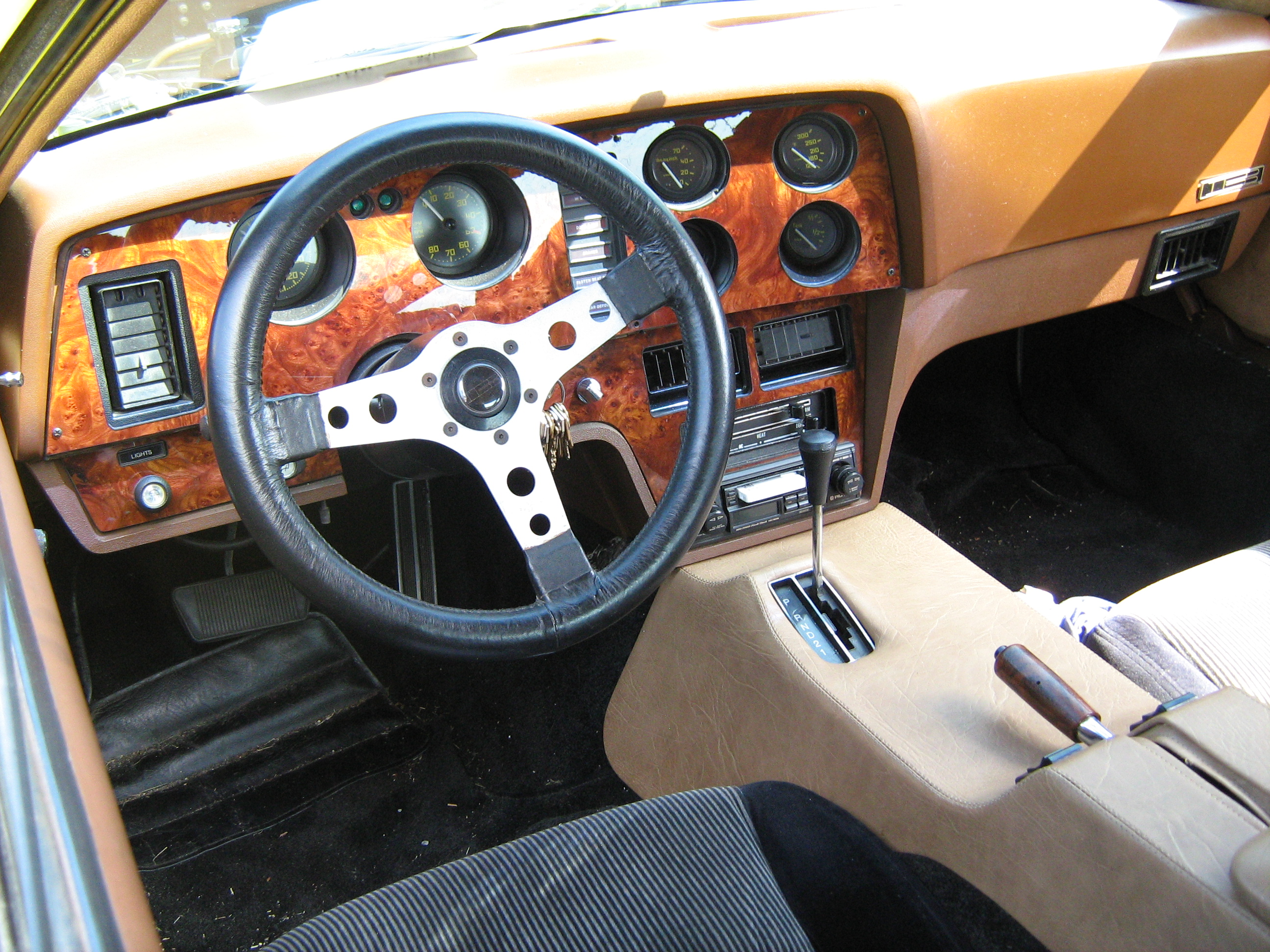
Салон автомобіля

Не дивлячись на те, що покупці могли замовити п'ять варіантів забарвлення кузова (кузов забарвлювався тільки до середини, низ всіх машин був чорного кольору), салон був тільки одного-єдиного кольору — бежевого, причому ремені безпеки мали чорний окрас, щоб поліцейські бачили, що водій пристебнутий. У машині був відсутній бардачок, так само, як і прикурювач з попільничкою, Малькольм не палив і вважав, що куріння небезпечне для життя, особливо за кермом.
Тим часом продажі зовсім обрадували Брікліна, за його розрахунками в перший рік він повинен був продавати по 1000 машин на місяць, оскільки його автомобіль, який розганявся до ста всього за 8 секунд, журналісти готували як «вбивцю Корветта». Спочатку Бріклін заявляв, що відпускна ціна буде на машину близько 4000 доларів, потім ціну на машину підняли до 6500 доларів, а перші автомобілі продавалися вже по 7500 доларів США, що ні скільки не позначалося на попиті, хоча машина базово оснащувалася кондиціонером, стереосистемою, регульованим кермом, тонованими стеклами і литими дисками. У найкращий місяць фірмі вдалося продати трохи більше 400 машин. Коли була реалізована 780 машина, концерн АМС відмовився поставляти двигуни, і Брікліну довелося в терміновому порядку шукати новий двигун, вибір припав на Ford Windsor, об'ємом 5.7 л, але який розвивав всього 175 сил, з ним машина розминала першу сотню тільки за 10 секунд. Якщо в 1974 році покупці могли вибирати між автоматичною і ручною коробкою, то з новим мотором стали пропонувати тільки автоматичну коробку, оскільки все одно основна маса покупців вибирала коробку-автомат в 1974 році.
Разом з тим кузовні панелі стали робити тільки зі склопластику, оскільки акрил жолобився і втрачав свій товарний вигляд, особливо це було проблемою в південних штатах. Електрогідравліка теж не задовольняла покупців, які стверджували, що можна було заснути, поки двері відкриються або закриються, була замінена на просту гідравліку, завдяки якій швидкість закривання-відкривання «крила» знизилася до 2 секунд.

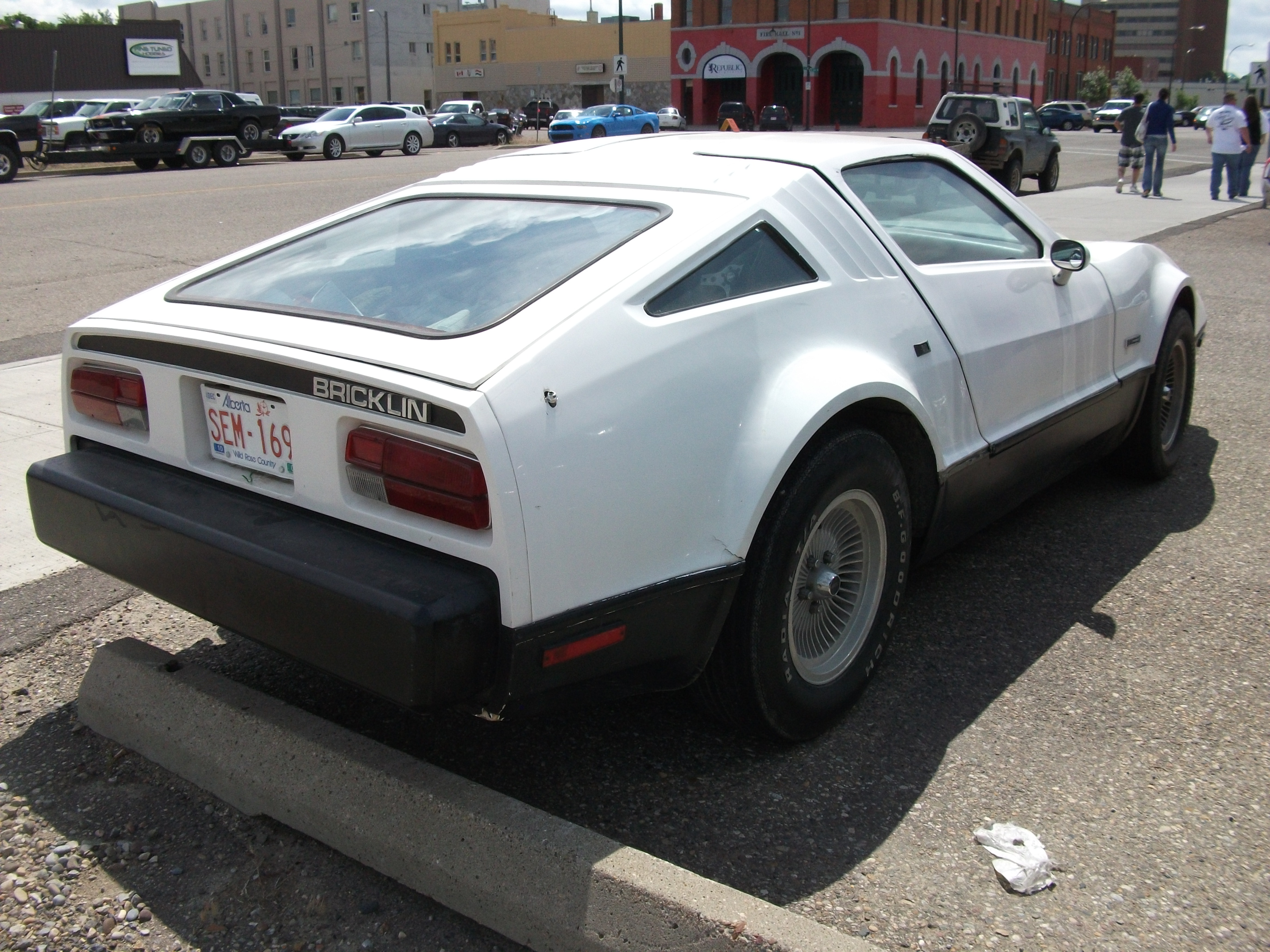
Bricklin SV-1

Однак грошей не вистачало, оскільки не було попиту, стало ясно, що обіцяні 100 000 випущених автомобілів до 1979 року — це не більше, ніж прожект, оскільки в січні-лютому 1975 року не було продано жодної машини, Малькольм просить додаткові 10 млн доларів у влади Нью-Брансвіка. Хетфілд починає власне розслідування, тут з'ясовується, що у фірмі значаться міфічні особистості, так, наприклад, віце-президентом фірми, який отримував непогану зарплату, був батько Малькольма, його мати була відповідальною за зв'язки з громадськістю, а чоловік сестри представляв юридичні інтереси фірми, але не це більше стурбувало представника влади, а те, що на кожному проданому автомобілі фірма втрачала 10 000 доларів.

## Припинення виробництва автомобілів. Закриття компанії
У підсумку держава відмовила у субсидії, і підприємство з внутрішнім боргом в 23 млн доларів у вересні 1975 змушене було оголосити себе банкрутом, на відміну від «Таккера», який теж хотів випустити безпечний автомобіль, Малькольм Бріклін встиг випустити 2842 автомобіля. Після того, як фірма була оголошена банкрутом, все обладнання, незавершені автомобілі і торгові права були передані фірмі Clarkson Company, яка в свою чергу перепродала все фірмі з Огайо — Consolidated Motors, за якою стояли панове Джордж Байєрс і Сол Хенк. Вже нова фірма реалізувала 275 готових машин, і ще 12 автомобілів 1976 модельного ряду.
Бріклін знову переключився на імпорт автомобілів, цього разу з Європи, він став продавати продукцію «Фіата» під марками Bertone і Pininfarina, в 1985 році він став ввозити в США югославські автомобілі марки Zastava, які продавалися там під брендом Yuga і були найдешевшими автомобілями на американському ринку, це підприємство було куди успішнішим його спроби самостійно випускати автомобілі, оскільки за шість років його фірма продала більше 140 000 автомобілів цієї марки в США, з них майже 50 000 в 1985 році, але в 1991 році, зумівши продати всього майже 4000 машин, і цей бізнес підійшов до кінця.

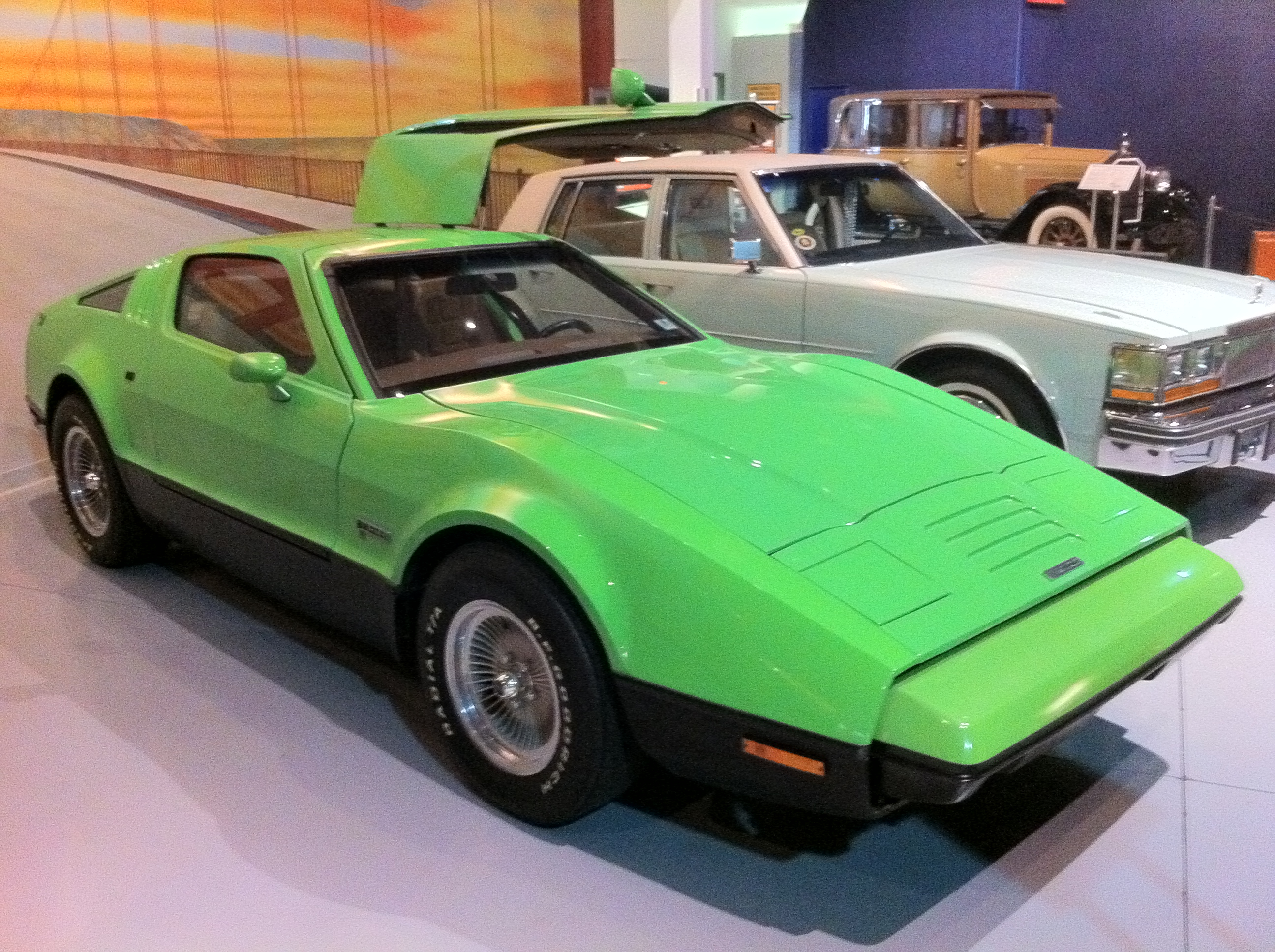
Bricklin SV-1

Уже в наш час невгамовний Бріклін планував продавати в США китайські Chery, однак підписаний в 2004 році договір скінчився нічим, а нещодавно він обіцяв почати випускати люксовий гібрид Bricklin EVX/LS, старт був намічений на 2010 рік, але в черговий раз не були знайдені засоби для проєкту Брікліна, і поки машина з оголошеною ціною в 35 тисяч доларів існує тільки у вигляді масштабного макета.

## Список автомобілів Bricklin
- 1974 — Bricklin SV-1